# Jan Serpenti
Jan Serpenti (* 6. März 1945 in Bergen, Niederlande) ist ein ehemaliger niederländischer Radrennfahrer.
Er war Profi von 1969 bis 1975 und wechselte jedes Jahr die Mannschaft, für die er Rennen fuhr.

## Palmarès
| Zusammenfassung |        |                   |                                   |
| Jahr            | Erfolg | Erfolg            | Rennen                            |
| 1966            | 2.     | 2. Etappe         | Olympia’s Tour (Niederlande)      |
| 1967            | Sieger | 5. Etappe, Teil b | Friedensfahrt                     |
| 1968            | 3.     | 3.                | Nordholland-Rundfahrt             |
| 1969            | 3.     | 3.                | Kamp-Lintfort (Deutschland)       |
| 1969            | Sieger | Sieger            | Prinsenbeek (Niederlande)         |
| 1970            | Sieger | 14. Etappe        | Vuelta a España                   |
| 1970            | 2.     | 1. Etappe, Teil a | Vuelta a Andalucia (Spanien)      |
| 1970            | 2.     | 4. Etappe         | Vuelta a Andalucia (Spanien)      |
| 1970            | 3.     | Prolog            | Belgien-Rundfahrt                 |
| 1970            | 2.     | 3. Etappe, Teil a | Tour de France                    |
| 1971            | 2.     | 4. Etappe, Teil a | Luxemburg-Rundfahrt               |
| 1972            | Sieger | Sieger            | Groningen (Niederlande)           |
| 1973            | Sieger | Sieger            | Hendrik-Ido-Ambacht (Niederlande) |